# آندریاس هونتونجی
آندریاس هونتونجی (انگلیسی: Andréas Hountondji؛ زادهٔ ۱۱ ژوئیهٔ ۲۰۰۲) بازیکن فوتبال است.